# مسجد لالة غريبة (تلمسان)
مسجد لالة غريبة ، المعروف أيضًا باسم مسجد القًرّان، هو مسجد صغير يقع في مدينة تلمسان القديمة، في درب الصْبابط (شارع الأحذية)، في حي القرّان. تاريخ هذا المَعلم الديني مازال مجهولا.

## معلومات حول المسجد

### التسمية
في الثقافة الشعبية المغاربية، تُعد لالة غريبة (السيدة الغريبة) أسطورة وميثولوجيا تحيط بشخصية امرأة كانت قديسة ومؤمنة. بلغ إخلاصها في العبادة حدًا مكنها من القيام المعجزات. يُقال إنها كانت قادرة على القيام بأشياء عجيبة، ودُفنت في الحي الذي يتواجد فيه هذا المسجد في تلمسان. ووفقًا للتقاليد، يظهر شبح لالة غريبة الأبيض ليلًا في الحي، حيث يتجول بين المنازل، مُخبرا بالمصائب التي قد تصيب سُكانه. وتحمل معالم أخرى مثل مسجد فاس والكنيس اليهودي بجربة اسم هذه الشخصية الأسطورية أيضًا.

### أوقاف المسجد
أشار الباحث الفرنسي شارل بروسيلار إلى وجود لوحة مكتوبة بالخط المغربي، تتكون من 32 سطرًا، تصف جميع الممتلكات والأوقاف المخصصة لخدمة المسجد، مثل المنازل والمحلات والكتب. وقد قدر أن اللوحة تعود إلى ما لا يقل عن قرنين من الزمن. تم نشر محتوى هذه اللوحة بالكامل عام 1876 في المجلة الإفريقية. كما أشار أبو القاسم سعد الله إلى الكتب كذلك التي حفظتها سيدة تُدعى فاطمة بنت جبور، ومن بينها نسخة من مؤلفات السيوطي ونسخة من مؤلفات ابن الجوزي.